# Königliches Museum für Zentral-Afrika
Das Königliche Museum für Zentral-Afrika (niederländisch Koninklijk Museum voor Midden-Afrika / Abk. KMMA, französisch Musée royal de l’Afrique centrale), kurz Afrikamuseum, früher Museum von Belgisch-Kongo (Museum van Belgisch Congo; Musée du Congo Belge), ist ein Forschungsmuseum in der belgischen Gemeinde Tervuren bei Brüssel.
Entstanden ist es im Zuge des belgischen Kolonialismus. Nach und nach wurde es modernisiert, so dass auch teilweise die belgischen Kolonialverbrechen im Kongo angesprochen werden. Dennoch bleibt die Ausgestaltung und der Umgang mit der Vergangenheit ein umstrittenes Thema.

## Geschichte
1885 hatte König Leopold II. von Belgien auf der Kongokonferenz in Berlin die übrigen europäischen Mächte und die Vereinigten Staaten dazu bewegt, ihm die Aneignung des rohstoffreichen Gebiets des Kongo zu gewähren. Von Europäern war die Region bis dahin nur wenig erschlossen. Weil die Geschäfte im Freistaat Kongo zu Beginn schleppend liefen, musste Leopold vom belgischen Parlament ein Darlehen beantragen und die Belgier vom Nutzen seines Vorhabens überzeugen. Zu diesem Zweck baute er 1897 im Park von Tervuren mehrere kongolesische Dörfer auf. Dort stellte er – in der Art einer seinerzeit populären „Völkerschau“ – „echte Afrikaner“ aus und präsentierte sie als Attraktion im Rahmen der Weltausstellung. Die Schau besuchten rund 1,2 Millionen Menschen. Im Jahr darauf gründete Leopold das Museum.
Die seit 1957 gezeigte Hauptausstellung des unmittelbar im Norden des Parks von Tervuren gelegenen Museums konzentrierte sich zum größten Teil auf Belgisch-Kongo, die ehemalige Kolonie Belgiens. Es wurden aber auch das gesamte Kongobecken, Zentral-, Ost- und Westafrika berücksichtigt.
Zu den ersten Kuratoren des Museums gehörten Théodore Masui (1863–19??), Alphonse de Haulleville (1860–1938), Emile Coart (1859–1924) und Joseph Maes (1882–1960). Die ersten Museologen in Tervuren standen unter dem Einfluss des britischen und amerikanischen Evolutionismus und des deutschen Diffusionismus.
Nach der Unabhängigkeit der Demokratischen Republik Kongo im Jahr 1960 verlegte es den Schwerpunkt seiner Arbeit auf Ethnographie und Anthropologie.
Am 30. April 2010 feierte das Museum aufwändig seinen 100. Geburtstag. Es war vom 1. Dezember 2013 an geschlossen und wurde im Dezember 2018 mit neuer Konzeption wieder eröffnet. Joachim Fritz-Vannahme schrieb in der Zeit, man müsse den Diskussionen Rechnung tragen, die von Autoren wie Adam Hochschild  und Ludo de Witte ausgelöst worden sind. Dabei geht es um das persönliche Verhalten von Leopold II. sowie um die Ermordung des kongolesischen Politikers Patrice Lumumba, in die Belgien verstrickt war. Der bisherige Blick auf die belgische Kolonialgeschichte sei zu museal gewesen, daher müssten die reichen Museumsbestände neu präsentiert werden.
Das Museum gab die Annales du Musée (Royale) du Congo Belge heraus.

## Direktoren
- 1910–1927: Alphonse de Haulleville (1860–1938)
- 1927–1946: Henri Schouteden (1881–1972)
- 1947–1958: Frans M. Olbrechts (1899–1958)
- 1958–1977: Lucien Cahen (1912–1982)
- 1977–1978: Pierre Basilewsky (Interimsdirektor, 1913–1993)
- 1978–1980: Albert Maesen (Interimsdirektor, 1915–1992)
- 1980–1985: Dirk Thys van den Audenaerde (Interimsdirektor, * 1934)
- 1985–2002: Dirk Thys van den Audenaerde
- seit 2002: Guido Gryseels (* 1952)